# Yaimé Pérez
Yaime Pérez (ur. 29 maja 1991 w Santiago de Cuba) – kubańska lekkoatletka specjalizująca się w rzucie dyskiem.
W 2010 zwyciężyła w mistrzostwach świata juniorów. W 2015 zdobyła srebro igrzysk panamerykańskich w Toronto oraz zajęła 4. miejsce na światowym czempionacie w Pekinie. Rok później nie miała zaliczonego rzutu podczas igrzysk olimpijskich w Rio de Janeiro. W 2017 uplasowała się tuż za podium na mistrzostwach świata w Londynie. Dwa lata później triumfowała na igrzyskach panamerykańskich w Limie oraz została mistrzynią świata. Brązowa medalistka igrzysk olimpijskich w Tokio (2021).
Złota medalistka mistrzostw Kuby.
Rekord życiowy: 73,09 (13 kwietnia 2024, Ramona) były rekord Ameryki Północnej, 10. wynik w historii światowej lekkoatletyki.

## Osiągnięcia
| Rok  | Impreza                               | Miejsce        | Lokata            | Wynik |
| ---- | ------------------------------------- | -------------- | ----------------- | ----- |
| 2010 | Mistrzostwa świata juniorów           | Moncton        | 1. miejsce        | 56,01 |
| 2012 | Igrzyska olimpijskie                  | Londyn         | el. – 29. miejsce | 57,87 |
| 2013 | Mistrzostwa świata                    | Moskwa         | 11. miejsce       | 62,39 |
| 2014 | Puchar interkontynentalny             | Marrakesz      | 5. miejsce        | 59,38 |
| 2014 | Igrzyska Ameryki Środkowej i Karaibów | Xalapa         | 2. miejsce        | 62,42 |
| 2015 | Igrzyska panamerykańskie              | Toronto        | 2. miejsce        | 64,99 |
| 2015 | Mistrzostwa świata                    | Pekin          | 4. miejsce        | 65,46 |
| 2016 | Igrzyska olimpijskie                  | Rio de Janeiro | –                 | NM    |
| 2017 | Mistrzostwa świata                    | Londyn         | 4. miejsce        | 64,82 |
| 2018 | Puchar interkontynentalny             | Ostrawa        | 1. miejsce        | 65,30 |
| 2019 | Igrzyska panamerykańskie              | Lima           | 1. miejsce        | 66,58 |
| 2019 | Mistrzostwa świata                    | Doha           | 1. miejsce        | 69,17 |
| 2021 | Igrzyska olimpijskie                  | Tokio          | 3. miejsce        | 65,72 |
| 2022 | Mistrzostwa świata                    | Eugene         | 7. miejsce        | 63,07 |